# Johannes Kronfuss
Johannes Kronfuss (alemán: Johannes Kronfuss o Johannes Kronfuß, húngaro: János Mátyás Kronfuss, español: Juan Kronfuss) (19 de julio de 1872, Pest, Imperio Austrohúngaro - † 29 de mayo de 1944, Córdoba, Argentina) fue un ingeniero, arquitecto, dibujante, pintor, investigador y escritor alemán de Hungría, que fue además docente y funcionario en Alemania y Argentina. Llegó a este último país en 1909 como resultado de haber ganado el primer premio en el concurso internacional celebrado por la entonces Facultad de Ciencias Exactas, Físicas y Naturales de la Universidad de Buenos Aires para encargarse de la obra de la que sería la nueva sede de la Facultad de Ingeniería de Buenos Aires. Aunque dicha obra finalmente no se hizo, abrazó al país y desarrolló una prestigiosa e intensa labor profesional, docente e investigativa, dejando un gran legado a la nación. 
Revalidó su título académico en la Argentina y llevó a cabo el primero y más importante estudio y relevamiento (por su propia cuenta) de la arquitectura colonial española del país, el cual incluyó croquis, acuarelas y planimetrías realizadas por él mismo que publicó en su libro (en español) Arquitectura colonial en la Argentina (1921), siendo aún hoy un referente de consulta. También escribió Monumentos funerarios (Buenos Aires, 1927), un libro con reflexiones sobre el tema, ideas de construcción compartidas desinteresadamente y un catálogo con 95 proyectos sobre esa temática, para que cualquiera pueda sacar un beneficio de él.
Diseñó obras en estilos neoclásico alemán (de inspiración Karl Friedrich Schinkel), Jugendstil (modernismo alemán), secesión vienesa, neobarroco alemán, neocolonial español, art decó y finalmente racionalista. 

## Biografía
Hijo de Mátyás Kronfuss y Maria Ertlbauer, Juan Kronfuss nació el 19 de julio de 1872 en Pest, Imperio austrohúngaro en el seno de una familia de suabos del Danubio (alemanes de Hungría). Concretamente, su padre había nacido en el Imperio austrohúngaro como suabo del Danubio, mientras que por línea materna Juan Kronfuss era la primera generación suaba del Danubio, ya que su madre había nacido en Baviera. Y ese mismo año fue bautizado en la Iglesia católica de Belváros, el centro histórico de Pest. En Hungría, los alemanes étnicos estaban obligados a registrar sus nombres de pila en idioma húngaro, situación que logró subsanar años más tarde cuando se radicó en Alemania, obtuvo la traducción de su nombre (a Johannes) y tramitó su ciudadanía alemana.
Esa importante radicación de alemanes en diferentes territorios de Hungría (los que se conocerían colectivamente como alemanes de Hungría), y en varios otros países del centro y el este de Europa, no se dio de manera espontánea, sino en el marco de las esmeradas invitaciones que hacían los diferentes gobiernos de otros reinos europeos para atraer a la población alemana y que esta se radicara en sus territorios, como un modo de desarrollar sus tierras con comunidades laboriosas, ordenadas y pulcras que sirvieran de ejemplo a la población local. Así, numerosas aldeas de alemanes de trabajo florecieron por todo el imperio, mientras que otros desarrollaron las más diversas profesiones en las ciudades. Por ejemplo, el también arquitecto alemán de Hungría Imre Steindl, quien fue el autor de nada menos que la obra arquitectónica más representativa de Budapest y Hungría, el colosal edificio de estilo neogótico del Parlamento de Hungría. 
Budapest es atravesada de norte a sur por el río Danubio y Juan Kronfuss nació justamente el año anterior a que las ciudades de Buda (orilla oeste del Danubio) y Pest (orilla este del Danubio) se unieran administrativamente para crear una sola ciudad: Budapest. Kronfuss hablaba alemán como lengua materna y también húngaro (y años más tarde, tras su radicación en Argentina, sumó el español). 
En Budapest, primero el Gremio de Maestros Constructores, Albañiles, Canteros y Ebanistas certificó su aprendizaje, realizado entre 1887 y 1890 con los arquitectos y maestros Ármin Schubert y Lajos Hikisch (también alemanes de Hungría), acreditando buenos progresos en el oficio. Luego se formó en Viena y después decidió ir a estudiar a su patria ancestral, Alemania. 

### En Alemania
En 1893 se estableció en Múnich, Alemania. Ingresó a la Real Facultad de Ciencias Técnicas de Múnich (actual Universidad Técnica de Múnich) para estudiar ingeniería y arquitectura, obteniendo sus diplomas el 6 de agosto de 1897 (de la mano del reconocido arq. alemán Friedrich von Thiersch) y 1905, respectivamente. En dicho centro educativo de excelencia también pasó muchas horas estudiando pintura, escultura y grabado. De aquella formación, Kronfuss resaltaría más tarde el magisterio de tres figuras: von Tiersch (indeterminación con la cual probablemente aluda a ambos hermanos), el arq. Hans Grässel y Schmidt.
El 10 de octubre de 1898 contrajo matrimonio con Ernestina Handl, y en 1902 tuvieron un hijo, al que llamaron Herwart Elemer.
En Múnich fue miembro de la cooperativa de artistas Münchner Künstlergenossenschaft y desempeñó el cargo de asesor técnico del ayuntamiento de esa ciudad. 
Kronfuss también vivió y trabajó algunos años en la ciudad de Bamberg, Alemania, donde ejerció la docencia en la Escuela Industrial. Allí además fue autor de importantes obras, siempre tras ganar el primer premio en tales concursos de arquitectura. Diseñó, por ejemplo, el edificio de la cervecería Ecken-Büttner de Bamberg, la sede o casa club de la sociedad de recursos judía "Israelitischer Leseverein" (1904), el edificio de rentas sito en Ottostraße 26, Bamberg, Alemania (1906, hoy un edificio protegido), el edificio de los grandes almacenes Tietz de la misma ciudad (1910, entonces conocido como Kaufhaus Tietz, sito en la calle Grüner Markt 23–27, hoy un edificio protegido) y la quinta sinagoga de la ciudad de Bamberg (1910-1938, sita en la esquina de Herzog-Max-Straße y Urbanstraße). También participó en la construcción del Hotel Imperial de la ciudad de Karlsbad (actual Karlovy Vary, República Checa) y del Hotel Astoria de San Petersburgo, Rusia.
Los intereses de Kronfuss eran variados. En 1905, por ejemplo, dio una conferencia en Bamberg sobre los castillos antiguos y casas señoriales de Franconia, Alemania y como ingeniero también estaba interesado en otras cuestiones técnicas, por ejemplo, el 23 de abril de 1905, presentó una patente (No. 177193) para neumáticos de automóvil.

### En Argentina

#### En Buenos Aires
El 14 de marzo de 1909 arribó a Buenos Aires, Argentina a bordo del transatlántico SS König Wilhelm II como resultado de haber ganado el primer premio en el concurso internacional celebrado por la entonces Facultad de Ciencias Exactas, Físicas y Naturales de la UBA (que aún funcionaba en la antigua Manzana de las Luces), para encargarse de la obra de la que sería la nueva sede de la Facultad de Ingeniería de Buenos Aires. El primer premio consistía en 50.000 francos franceses, mientras que el segundo y tercer premio de 25.000 y 12.500 francos respectivamente fueron para arquitectos franceses. El lema que eligió Kronfuss fue la locución latina "Fiat lux". El 14 de noviembre de 1908, dos de los jurados, el ingeniero y educador argentino Otto Krause y el arquitecto holandés Johannes Jacobus Doyer, le habían confirmado su premio: "Votre projet Fiat Lux, Premier Prix, Krause – Doyer". Aunque dicha obra finalmente no se hizo, Kronfuss abrazó al país y desarrolló una prestigiosa e intensa labor profesional, docente e investigativa, dejando un gran legado a la nación. 
El contrato firmado por Kronfuss exigía que él debía residir en Buenos Aires durante todo el tiempo que duraran las obras. Por eso, eventualmente tuvo que regresar a Bamberg, renunciar a sus trabajos, buscar a su familia y liquidar sus pertenencias de Alemania, por lo que el 4 de noviembre de 1910 arribó nuevamente a Buenos Aires junto a su esposa e hijo a bordo del vapor König Friedrich August proveniente de Hamburgo, Alemania.
No obstante su entusiasmo en la obra por la cual había sido premiado y contratado, sufrió una gran decepción: el terreno en que debía desarrollarla ya había sido ocupado por otra obra realizada por el propio Estado argentino. Sin solución a la insólita situación, en 1911 decidió rescindir el contrato. Lo hizo sin reclamar ninguna compensación económica. En febrero de 1913 se concretó dicho acto administrativo con la firma del Presidente.
En Argentina, Kronfuss se vinculó rápidamente con la comunidad alemana radicada en ese país. Comenzó a trabajar para la prestigiosa empresa constructora alemana Wayss & Freitagg, la cual erigió importantes obras en Argentina, y tuvo a su cargo la finalización del Hotel de Inmigrantes de Buenos Aires, el cual albergaba por entonces a los millones de europeos que arribaban a Argentina en busca de nuevos horizontes de vida y de trabajo. 
Fue autor, entre varios otros, del gran edificio comercial para Staudt y Cía. (Staudt Haus) del empresario alemán Wilhelm Staudt (1914, sito en calle Bernardo de Irigoyen 330, Buenos Aires, hoy muy modificado), el portal del nuevo Cementerio Alemán de Buenos Aires (1914),  la capilla del mismo cementerio, el Hotel Moreno para los Sres. A. Hirsch, B. Zollfrei, B. Sadler y R. Sadler (1926, sito en calle Moreno 364/376, Buenos Aires), el edificio Wolf y Schöeder (sito en calle Moreno 429/431/433), el extenso edificio Lipsia para Curt Berger & Cía del empresario alemán Curt Berger (1940, sito en Av. Corrientes 348/330/316, Buenos Aires), y diversos edificios de rentas y casas particulares (muchas de las cuales hoy se encuentran demolidas o fueron modificadas sin respetar las características originales). Algunas de las que sobreviven se encuentran en el barrio porteño Belgrano R. Por ejemplo, la de calle Freire 1735 (1913) y la de calle Enrique Martínez 1925/31 (1928) para el Sr. Ricardo Hirsch. 
En sus primeros años en Buenos Aires, también se dedicó a la docencia de manera simultánea, dictando la cátedra de "Composición arquitectónica" en la entonces Escuela de Arquitectura (actual Facultad de Arquitectura, Diseño y Urbanismo de la Universidad de Buenos Aires). 
Entre sus obras en la Provincia de Buenos Aires, se encuentran la casa de la quinta La Algovia (1916, actual Museo Lumiton, sito en calle Sgto. Cabral 2354, Munro, Partido de Vicente López) para el alemán Albert Zeller, y el casco e iglesia de la Estancia Benquerencia (actualmente un club de chacras) diseñados junto al arq. Jorge Zaigler (1938, sita en ruta 41, km 26, Partido de San Miguel del Monte) para el empresario alemán Richard Staudt.

#### En Córdoba
Su antecedente con la ciudad argentina de Córdoba se dio en 1909, cuando el gobierno nacional aprobó un contrato con el ing. y arq. Juan Kronfuss a fin de que él proyectara la Ciudad Universitaria de Córdoba en un predio de 10 hectáreas. Kronfuss viajó entonces a esa ciudad para recabar datos y elaborar el proyecto, que fue presentado al año siguiente. Sin embargo, el tiempo fue pasando y el proyecto se guardó prolijamente en un cajón. Similar situación ya había padecido al arribar a Buenos Aires, cuando el Estado argentino truncó el proyecto para el cual lo había contratado, luego de hacerlo renunciar a sus trabajos en Alemania. Kronfuss sufrió de estas maneras un contacto abrupto con las legendarias inconsistencias de la administración pública de Argentina, las cuales ni siquiera se debían entonces a la falta de recursos (Argentina estaba entre los países más ricos por aquellos años), sino a la falta de rigurosidad.
Tras vivir 6 años en la capital del país, en 1915 Juan Kronfuss se estableció en la ciudad de Córdoba, convocado por el gobernador cordobés Ramón José Cárcano para que se desempeñara como director general de Arquitectura de la Provincia (decreto del 6 de agosto de 1915), cargo al que renunció en 1916 en beneficio del de Arquitecto Principal de la Oficina de Obras Públicas de la Provincia, que ocupó hasta 1932.
En simultáneo, Kronfuss también ejerció la docencia. El 5 de octubre de 1918 se incorporó al cuerpo docente de la Facultad de Ingeniería como profesor de la cátedra de "Arquitectura II", y luego obtuvo por concurso las cátedras de "Teoría de la Arquitectura I" y "Teoría de la Arquitectura II" en la entonces Escuela de Arquitectura de la Universidad Nacional de Córdoba, donde se desempeñó hasta 1943. Entre 1936 y 1940 Kronfuss ocupó simultáneamente el cargo de Director Interino de Obras Públicas de la Municipalidad de Córdoba.
En la ciudad de Córdoba realizó muy concienzudas reconstrucciones de edificaciones complejas de la histórica Manzana Jesuítica, evocando fielmente lo que había sido entonces o, cuando no fuera posible, al menos su espíritu, mientras los proyectos de otros arquitectos se inclinaban por la osadía y la fantasía. Dentro de la Manzana Jesuítica diseñó, por ejemplo, la fachada del antiguo rectorado de la Universidad de Córdoba, actual Museo Histórico de la Universidad de Córdoba, en estilo neobarroco alemán (dado que los jesuitas que trabajaron en su diseño tenían ese origen y construían en ese estilo, por tanto, quitó el estilo italianizante con que había sido revestido a fines de siglo, ya que este último no era fiel a la historia). También trabajó en la restauración de la Iglesia y Convento Santa Teresa de Jesús (Las Teresas) y la Estancia de Alta Gracia. Diseñó el Museo Provincial de Bellas Artes Emilio Caraffa (1916), la Escuela de Varones (1916), la ampliación y remodelación del palacio de la Legislatura de la provincia de Córdoba y el recinto de sesiones de ese mismo palacio (1918), proyectó la restauración del Cabildo de Córdoba, la entonces Penitenciaria o Cárcel de los Encausados (1921), diseñó el Hospital de los Tuberculosos Nuestra Señora de la Misericordia (1922, a menudo llamado simplemente Hospital Misericordia), la residencia Pastrone para el empresario italiano Francesco Pastrone (1927, sita en Av. Hipólito Yrigoyen 690 esquina Crisol), Cine Teatro Moderno (1929, conocido como La Piojera), entre muchos otros.
En la Provincia de Córdoba, diseñó el Hospital Vicente Agüero y su capilla (1925) en la localidad cordobesa de Jesús María, entre otros.
En 1925, junto al arq. Martín Noel, el Dr. Miguel Ángel Cárcano y el Pbro. Dr. Pablo Cabrera, integró la Comisión Asesora ad honorem para restaurar la llamada Casa del marqués de Sobremonte de Córdoba del siglo XVIII. 
En 1927 publicó el libro Monumentos funerarios en el cual expuso sus ideas sobre el cementerio ideal, pensado como cementerio-parque, donde la vegetación tuviera un gran protagonismo y los monumentos sólo ocuparan 1/3 de la superficie total (disimulando la densidad con hasta 8 sepulturas familiares bajo un mismo monumento). En él comparte un catálogo con 95 proyectos sobre esa temática. En dichos proyectos el autor contempla la situación de familias de altos recursos, pero también brinda desinteresadamente ideas para que las familias de escasos recursos puedan lograr el mejor efecto. Asimismo, pensó en dar ideas arquitectónicas y decorativas tanto para cementerios cristianos como también para cementerios israelitas. 
Entre sus obras residenciales, en 1930 proyectó el casco de la estancia El Cortijo para el Sr. Vicente Agüero en la localidad de Jesús María.
En 1938 nuevamente propuso dotar a Córdoba de una casa de Gobierno. Ya en la época del gobierno de Cárcano, desde la Dirección de Arquitectura había proyectado un verdadero palacio, oponiéndose enérgicamente a la demolición del Cabildo español, como había ocurrido en otras provincias, manifestando que la nueva construcción podría estar en otra ubicación. La obra no se llegó a concretar.
El mismo año realizó un proyecto para el paseo Marqués de Sobremonte que incluía una fuente central y veredas perimetrales, ya que en ese entonces tenía un lago artificial y un templete en el centro. Aunque ese proyecto no prosperó, en 1941 el templete fue reemplazado por una fuente.
Kronfuss se comprometió con la Argentina de manera profunda. En este país firmó sus obras arquitectónicas y bibliográficas como Juan Kronfuss. 
Poco antes de su fallecimiento fue nombrado socio vitalicio y socio honorario de la Sociedad Central de Arquitectos por su prestigiosa labor profesional y docente. 
Juan Kronfuss falleció el 29 de mayo de 1944 en la ciudad de Córdoba, Argentina.

#### Estilo neocolonial español
Kronfuss experimentó una sensación de gran familiaridad al tomar contacto con el estilo colonial español que encontró en algunos lugares de Argentina, resultándole imposible no evocar su terruño natal. Justamente, en las colonias de suabos del Danubio era muy común la vivienda conocida como Rundgiebelhaus, es decir, casa de gablete redondeado (barroco), el cual sobresalía por encima de un tejado a dos aguas. Estas viviendas eran de un estilo barroco simplificado (tal como la mayor parte de las construcciones coloniales de Argentina), también se blanqueaban a la cal, sumado al hecho de que poseían un frente angosto y un diseño alargado, a través del cual las habitaciones se sucedían unas a otras, sin pasillos internos, sino con una galería externa (como también se daba en la casa chorizo de Argentina). En Alemania este estilo de viviendas rurales con características barrocas es conocido como Bauernbarock, es decir, "barroco campesino". Dicho estilo simplificado sólo retiene las líneas más amables e ingenuas de la estética barroca. Las evocaciones al barroco alemán son claras en el primer barrio obrero de Córdoba, el llamado barrio Kronfuss (1925, dentro del Barrio San Vicente), obra de interés social del ing. y arq. Juan Kronfuss. Hoy en día sólo algunas casas puntuales de dicho barrio conservan sus características originales.
De esta manera, Kronfuss desarrolló un gran interés por el estilo colonial español del país. Se encontró, sin embargo, con la fuerte negación local hacia la arquitectura colonial, sumada al desconocimiento, circunstancia que hasta entonces había mantenido a los vestigios de la ciudad colonial negados, ocultos. Al mismo tiempo, los profesionales argentinos tampoco tenían respeto por el patrimonio construido como una referencia tangible de la identidad cultural y la historia local, siendo él un precursor. Frente a ello, Kronfuss llevó a cabo un relevamiento exhaustivo de las obras coloniales existentes e incluso lideró y tuvo a su cargo extensas restauraciones. En 1920 publicó el libro Arquitectura colonial en Argentina, la primera y más importante labor de relevamiento de la arquitectura colonial del país, especialmente de Córdoba, Salta, Jujuy y Buenos Aires, que plasmó a través de croquis, acuarelas y planimetrías realizadas por él mismo, mostrando a su vez sus cualidades de eximio dibujante.
Por aquel entonces, existía una corriente en Europa que ponía de moda el resurgimiento de la arquitectura vernácula de cada lugar (por ejemplo: neonormando, neotudor, etc.). A través de esa propuesta se le otorgaba aun más valor a la propia historia de los diferentes pueblos, reelaborando la estética de la arquitectura desarrollada en una determinada región por los propios ascendientes de un determinado grupo humano. Sin embargo, tal iniciativa puede generar una menor adherencia en los países de inmigración que se han poblado masivamente después de obtener su independencia, dado que la arquitectura pasada está ligada a un proceso ajeno a sus historias familiares (la colonización). En el otro extremo, los países con poblaciones que han sido sometidas pueden encontrar que la reproducción de un estilo colonial entraría en contradicción con sus deseos de cambio y propia identidad.
En Argentina, todos estos dilemas se presentaron, sin embargo, fueron zanjados cuando se adoptó lo que se llamó en el país -nada casualmente- estilo "californiano" (pese a que en California, Estados Unidos, se lo refiere como estilo neocolonial español) y se lo aplicó al chalet suburbano. Es decir, fue la reelaboración y simplificación del estilo californiano, el cual a su vez era una reelaboración del estilo neocolonial español (y en especial de la arquitectura vernácula de Andalucía, España). Así, rebautizado, resignificado (como moda estadounidense) y ya con menos referencias nacionales específicas (por ejemplo, en Argentina sin azulejos españoles, resultando en una casa mediterránea más genérica), el estilo logró alcanzar una gran difusión en todo el país.